# الفرضية الوثائقية
| * | يشمل معظم سفر اللاويين                                  |
| † | يشمل معظم سفر التثنية                                   |
| ‡ | "تاريخ التثنية": يوشع، القضاة، صاموئيل 1 و2، الملوك 1و2 |

مخطط الفرضية الوثائقية:

الفرضية الوثائقية (DH) هي نموذج مستخدم من قبل علماء الكتاب المقدس لشرح أصول وتكوين التوراة، الكتب الخمسة الأولى من الكتاب المقدس (سفر التكوين، الخروج، اللاويين، العدد، التثنية). الفرضيات الأخرى هي الفرضية التكميلية والفرضية الشظوية؛ وتتفق الفرضيات جميعا على أن التوراة ليست عملا موحدا له مؤلف واحد، ولكن من مصادر مجمعة على مدى قرون عديدة ومن قبل العديد من المؤلفين. وتختلف الفرضيات حول طبيعة هذه المصادر وكيفية تجميعها. حسب الفرضية الوثائقية هناك أربعة مصادر، كل منها كانت في الأصل كتابا منفصلا ومستقلا («وثيقة»)، تم ضمها معا في أوقات مختلفة من قبل مجموعة من المحررين ("redactors"). الفرضية الشظوية ترى التوراة كتجميع لمجموعة من الشظايا الصغيرة، الفرضية التكميلية تراه كوثيقة أساسية تمت إضافة أجزاء عليها مأخوذة من مصادر عديدة.
نسخة من الفيلم الوثائقي الفرضية، كثيرا ما يتم ربطها بالباحث الألماني يوليوس فلهاوزن، كانت تقريبا مقبولة بإجماع في معظم القرن العشرين، لكن الإجماع قد انهار الآن. ونتيجة لذلك، كان هناك تجدد للاهتمام في الفرضية الشظوية والتكميلية، في كثير من الأحيان في تركيبة مع بعضهما البعض ومع نموذج وثائقي، مما يجعل من الصعب تصنيف النظريات المعاصرة بدقة.
علماء العصر الحديث يرون بشكل متزايد التوراة الكاملة كمنتج من عصر الإمبراطورية الأخمينية (ربما 450-350 قبل الميلاد)، على الرغم من أن البعض يحدد وقت إنتاجها في الفترة الهلنستية (333-164 قبل الميلاد) أو حتى السلالة الحشمونية (140-37 قبل الميلاد). من بين مصادرها المكونة، يتم تأريخ التثنية عموما بين القرن 7 و 5. هناك الكثير من النقاش حول وحدة حجم وطبيعة وتاريخ المصدر الكهنوتي. التثنية لا يزال يُنظَر لها بأنها حظيت بتاريخ منفصل عن أول أربعة كتب. هناك اعتراف متزايد بأن سفر التكوين تطور منفردا عن قصص الخروج حتى تم ضمهما عن طريق كاتب المصدر الكهنوتي.

## النهوج الأساسية: الفرضيات الوثائقية، التكميلية والشظوية

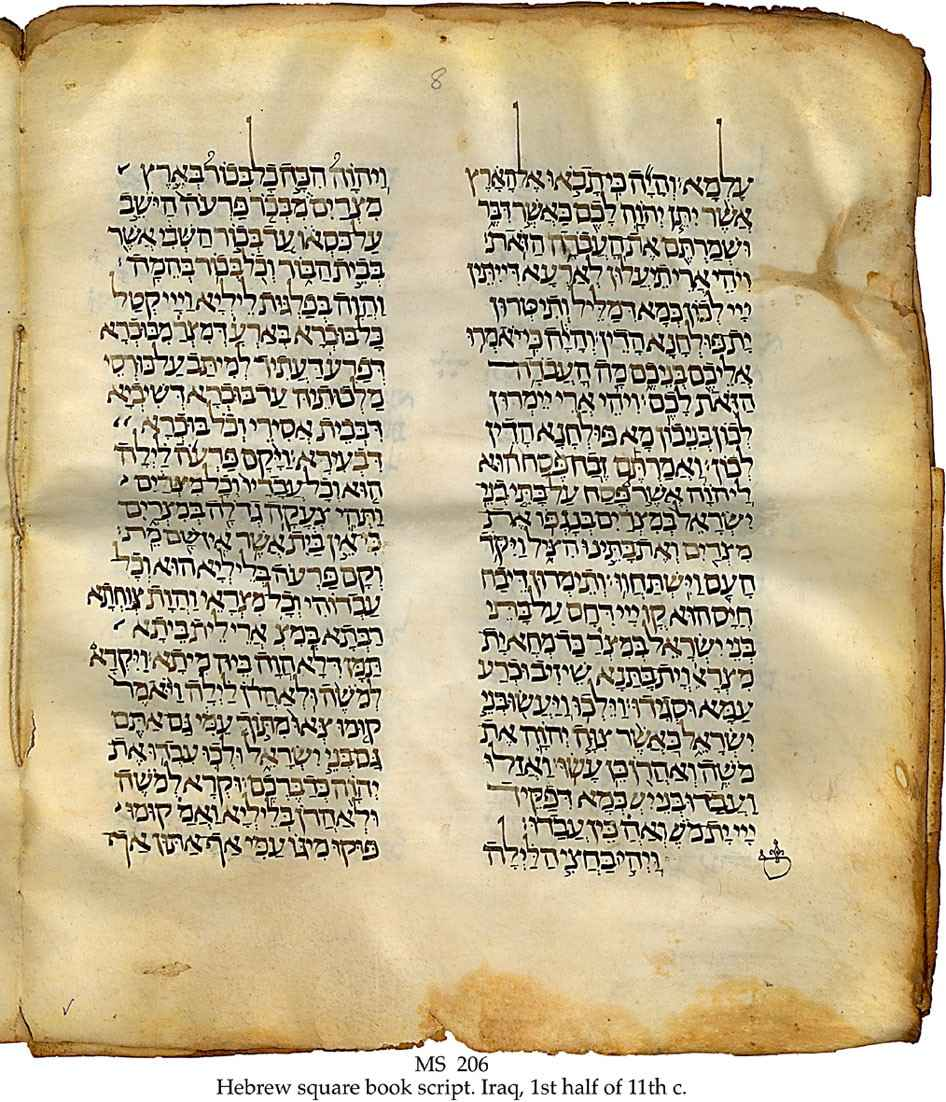
مخطوطة من الكتاب المقدس العبري.

التوراة (أو أسفار موسى الخمسة) هي الكتب الخمسة الأولى من الكتاب المقدس: سفر التكوين، سفر الخروج، سفر اللاويين، سفر العدد، والتثنية. وفقا للتقاليد، فقد أملاها الله إلى موسى ولكن عندما تم تطبيق الدراسات النقدية الحديثة على الكتاب المقدس تم اكتشاف أن التوراة لم تكن نص موحدا كما هو متوقع من مؤلف واحد. ونتيجة لذلك، فإن التأليف الموسوي للتوراة قد تم رفضه من قبل كبار العلماء خلال القرن 17 والإجماع الحديث في الآراء هو أن التوراة نتاج عملية تطورية طويلة.
في منتصف القرن 18، بدأ العلماء دراسة نقدية للروايات المتوازية لنفس الحوادث، التناقضات والتغيرات في نمط المفردات في التوراة. في عام 1780، صاغ يوهان إيكهورن -بناء على عمل الطبيب الفرنسي جان أستروك «التخمين» وغيره- «الفرضية الوثائقية الأقدم»: وهي فكرة أن سفر التكوين تكوّن من خلال الجمع بين اثنين من المصادر: اليهوي، والإلوهي. هذه المصادر تبين في وقت لاحق أنها تنطبق على أول أربعة كتب من التوراة وفي وقت لاحق ازدادت إلى ثلاثة عندما حدد فيلهلم de Wette التثنوي كمصدر إضافي لا يوجد إلا في سفر التثنية. في وقت لاحق الإلوهي انقسم إلى مصدرين، فتمت زيادة العدد إلى أربعة.
هذا النهج الوثائقي كان في منافسة مع اثنين من النماذج الأخرى، التكميلي والشظوي. جادلت الفرضية الشظوية بأن أجزاء متفاوتة الأطوال، وليس وثائق مستمرة، تكمن وراء التوراة؛ هذا النهج مَثَّل تنوع التوراة ولكن لم يمكنه أن يعبّر عن الاتساق الهيكلي، خاصة فيما يتعلق بالتسلسل الزمني. الفرضية التكميلية كانت قادرة على شرح هذه الوحدة: أكدت بأن التوراة كانت تتكون من وثيقة كالنواة المركزية، واستُكمِلَت بأجزاء مأخوذة من مصادر عديدة. كان النهج التكميلي سائدا في أوائل عقد 1860، ولكن طعن فيه كتاب هام نشره هيرمان هبفيلد في عام 1853، والذي جادل بأن أسفار موسى الخمسة كانت تتكون من أربعة مصادر وثائقية متشابكة في سفر التكوين-الخروج-اللاويين-العدد، ومصدر سفر التثنية المستقل. في حوالي نفس الفترة جادل كارل هاينريش غراف بأن اليهوي والإلهوي كانت أقدم المصادر والكهنوتي أحدثها، في حين أن فيلهلم Vatke ربط الأربعة بإطار تطوري.

## جدول: الفرضيات الوثائقية، الشظوية والتكميلية
الجدول مبني على أساس ما ذكر في كتاب والتر هيوستن «أسفار موسى الخمسة»، مع توسعات كما هو مبين.
| الفرضية   | طريقة التكوين                                                                                            | (المحرر/الجامع/المؤلف)                                                      | طريقة التحليل    | نقاط القوة والضعف |
| --------- | --- | --------------------------------------------------------------------------- | ---------------- | --- |
| الوثائقية | عدد صغير من الوثائق المستمرة (عادة أربعة) جمعت لتكوين نص نهائي.                                          | جمعت من قبل المحررين الذين قاموا بتغيير أقل قدر ممكن من النصوص المتاحة لهم. | Source criticism | تفسر كلا من وحدة التوراة (بسبب وحدة الوثائق التأسيسية) وتنوعه (بسبب الخلافات/التكرار بينها). لديها صعوبة في التمييز بين J وE خارج سفر التكوين. أكبر نقطة ضعف هي دور المحررين، الذين يبدون بمثابة Deus ex machina (المدد الغيبي). |
| التكميلية | تم إنتاج التوراة عن طريق إضافات متعاقبة لطبقات من المحتويات التكميلية إلى النص الجوهري أو مجموعة النصوص. | المحررون أيضا هم مؤلفون، ويخلقون السرد الأصلي والتفسير.                     | النقد التحريري   | توضح التناسق الهيكلي للتوراة أفضل من الفرضية الشظوية النواة الأساسية توضح وحدة الموضوع والهيكل، بينما الشظايا المضمنة توضح التنوع في اللغة والأسلوب.                                                                             |
| الشظوية   | مزيج من عدد كبير من النصوص القصيرة.                                                                      | المحررون أيضا يقومون بعمل سرد من أجل الربط.                                 | Form criticism   | لديها صعوبة في توضيح الاتساق الهيكلي لأسفار موسى الخمسة، وخاصة التسلسل الزمني. |

## انهيار التوافق حول الفرضية
انهار التوافق حول الفرضية الوثائقية في العقود الأخيرة من القرن 20. الأساس لذلك وضع مع التحقيق في أصول المصادر المكتوبة في التراكيب الشفهية، مما يعني أن من كونوا J وE كانوا جامعين ومحررين وليسوا مؤلفين ومؤرخين. رولف ريندتورف (1925-2014)، وبناء على هذه الرؤية، جادل بأن أساس التوراة يكمن في الروايات القصيرة، المستقلة، التي تشكلت تدريجيا إلى وحدات أكبر وجمعت في مرحلتين تحريرتين، المراحل الأولى تثنوية والثانية كهنوتية. وهذا ما أدى إلى الوضع الحالي الذي لا يرى إلا اثنين من المصادر الرئيسية في أسفار موسى الخمسة، التثنوي (يقتصر على سفر التثنية) والكهنوتي (يقتصر على أسفار التكوين-الخروج-اللاويين-العدد).
معظم العلماء اليوم يواصلون الاعتراف بالتثنية كمصدر، مع كون أصله في الـ law-code المنتج في محكمة يوشيا ملك يهوذا كما وُصِف عن طريق De Wette، ثم تم إعطاؤه الإطار أثناء النفي (الخطب والوصف في الجزء الأمامي والخلفي من القانون) للتعرف عليه باعتباره كلام موسى. معظم العلماء يتفقون على أن شكلا من المصدر الكهنوتي كان موجودا، على الرغم من أن مداه، وخاصة نقطة النهاية، غير مؤكد. المتبقي يسمى بشكل عام «غير الكهنوتي»، وهي المجموعة التي تضم كل من المحتويات قبل الكهنوتية وبعد الكهنوتية. التوراة النهائية تعتبر نتاج الفترة الفارسية (539-333 قبل الميلاد، وربما 450-350 قبل الميلاد)، على الرغم من أن البعض قد وضعه إلى حد ما في وقت لاحق، في الفترة الهلنستية (333-164 قبل الميلاد) أو حتى فترة السلالة الحشمونية (140-37 قبل الميلاد) – هذا الأخير يبقى رأي الأقلية، ولكن البرديات التي تسجل وجود مستعمرة لليهود في مصر يعود تاريخها إلى الربع الأخير من القرن 5 قبل الميلاد، لا تظهر أي معرفة لوجود توراة أو خروج. هناك أيضا اعتراف متزايد بأن سفر التكوين تكون بشكل منفصل عن الخروج-اللاويين-العدد، وتم ضمه إلى قصة موسى من قبل كاتب المصدر الكهنوتي.
لا تزال نسخة منقحة جديدة من الفرضية الوثائقية تحظى ببعض الأتباع، وخاصة في شمال أمريكا وإسرائيل. إحياؤها للمصدر E هو على الأغلب العنصر الذي غالبا ما يعرضها للانتقادات من قبل العلماء الآخرين، كما أنه نادرا ما يتم تمييزه عن المصدر الكلاسيكي J، وقد رفضه العلماء الأوروبيون إلى حد كبير واعتبروه إما شظويا أو غير موجود.

## التوراة وتاريخ ديانة إسرائيل
استخدم Wellhausen مصادر التوراة كدليل على التغييرات في تاريخ الدين اليهودي حيث انتقل (في رأيه) من بسيط وطبيعي إلى ثابت ورسمي ومؤسسي. أصبح باحثو ديانة بني إسرائيل في العصر الحديث أكثر حذرا في كيفية استخدام العهد القديم، ليس فقط لأن العديد خلصوا إلى أن الكتاب المقدس ليس شاهدا موثوقا حول دين إسرائيل ويهوذا، حيث يمثل بدلا من ذلك فقط معتقدات شريحة صغيرة من المجتمع الإسرائيلي القديم والتي تركزت في القدس وكرست نفسها للعبادة الخالصة للإله يهوه.

## بيبلوجرافيا
- Baden، Joel S. (2012). The Composition of the Pentateuch: Renewing the Documentary Hypothesis. Anchor Yale Reference Library. Yale University Press. ISBN:0-300-15263-9. مؤرشف من الأصل في 2020-10-10.
- Barton، John (2014). "Biblical Scholarship on the European Continent, in the UK, and Ireland". في Saeboe، Magne؛ Ska، Jean Louis؛ Machinist، Peter (المحررون). Hebrew Bible/Old Testament. III: From Modernism to Post-Modernism. Part II: The Twentieth Century – From Modernism to Post-Modernism. Vandenhoeck & Ruprecht. ISBN:978-3-525-54022-0. مؤرشف من الأصل في 2020-10-10.
- Barton، John؛ Muddiman، John (2010). The Pentateuch. Oxford University Press. ISBN:978-0-19-958024-8. مؤرشف من الأصل في 2020-10-10.
- Berlin، Adele (1994). Poetics and Interpretation of Biblical Narrative. Eisenbrauns. ISBN:978-1-57506-002-6. مؤرشف من الأصل في 2020-10-10.
- Bos، James M. (2013). Reconsidering the Date and Provenance of the Book of Hosea. Bloomsbury. ISBN:978-0-567-06889-7. مؤرشف من الأصل في 2020-10-10.
- Brettler، Marc Zvi (2004). "Torah: Introduction". في Berlin، Adele؛ Brettler، Marc Zvi (المحررون). The Jewish Study Bible. Oxford University Press. ISBN:978-0-19-529751-5. مؤرشف من الأصل في 2020-10-10.
- Campbell، Antony F.؛ O'Brien، Mark A. (1993). Sources of the Pentateuch: Texts, Introductions, Annotations. Fortress Press. ISBN:978-1-4514-1367-0. مؤرشف من الأصل في 2020-10-10.
- Carr، David M. (2007). "Genesis". في Coogan، Michael David؛ Brettler، Marc Zvi؛ Newsom، Carol Ann (المحررون). The New Oxford Annotated Bible with the Apocryphal/Deuterocanonical Books. Oxford University Press. ISBN:978-0-19-528880-3. مؤرشف من الأصل في 2020-10-10.
- Carr، David M. (2014). "Changes in Pentateuchal Criticism". في Saeboe، Magne؛ Ska، Jean Louis؛ Machinist، Peter (المحررون). Hebrew Bible/Old Testament. III: From Modernism to Post-Modernism. Part II: The Twentieth Century – From Modernism to Post-Modernism. Vandenhoeck & Ruprecht. ISBN:978-3-525-54022-0. مؤرشف من الأصل في 2020-10-10.
- Enns، Peter (2013). "3 Things I Would Like to See Evangelical Leaders Stop Saying about Biblical Scholarship". patheos.com. مؤرشف من الأصل في 2020-10-10.
- Gaines، Jason M.H. (2015). The Poetic Priestly Source. Fortress Press. ISBN:978-1-5064-0046-4. مؤرشف من الأصل في 2020-10-10.
- Gertz، Jan C.؛ Levinson، Bernard M.؛ Rom-Shiloni، Dalit (2017). "Convergence and Divergence in Pentateuchal Theory". في Gertz، Jan C.؛ Levinson، Bernard M.؛ Rom-Shiloni، Dalit (المحررون). The Formation of the Pentateuch: Bridging the Academic Cultures of Europe, Israel, and North America. Mohr Siebeck. مؤرشف من الأصل في 2020-10-10.
- Gmirkin، Russell (2006). Berossus and Genesis, Manetho and Exodus. Bloomsbury. ISBN:978-0-567-13439-4. مؤرشف من الأصل في 2020-10-10.
- Greifenhagen، Franz V. (2003). Egypt on the Pentateuch's Ideological Map. Bloomsbury. ISBN:978-0-567-39136-0. مؤرشف من الأصل في 2020-10-10.
- Houston، Walter (2013). The Pentateuch. SCM Press. ISBN:978-0-334-04385-0. مؤرشف من الأصل في 2020-10-10.
- Kawashima، Robert S. (2010). "Sources and Redaction". في Hendel، Ronald (المحرر). Reading Genesis. Cambridge University Press. ISBN:978-1-139-49278-2. مؤرشف من الأصل في 2020-10-10.
- Kratz، Reinhard G. (2013). "Rewriting Torah". في Schipper، Bernd؛ Teeter، D. Andrew (المحررون). Wisdom and Torah: The Reception of 'Torah' in the Wisdom Literature of the Second Temple Period. BRILL. ISBN:9789004257368. مؤرشف من الأصل في 2020-10-10.
- Kratz، Reinhard G. (2005). The Composition of the Narrative Books of the Old Testament. A&C Black. ISBN:9780567089205. مؤرشف من الأصل في 2020-10-10.
- Kugel، James L. (2008). How to Read the Bible: A Guide to Scripture, Then and Now. FreePress. ISBN:978-0-7432-3587-7. مؤرشف من الأصل في 2020-10-10.
- Kurtz، Paul Michael (2018). Kaiser, Christ, and Canaan: The Religion of Israel in Protestant Germany, 1871–1918. Mohr Siebeck. ISBN:978-3-16-155496-4. مؤرشف من الأصل في 2020-10-10.
- Levin، Christoph (2013). Re-Reading the Scriptures. Mohr Siebeck. ISBN:978-3-16-152207-9. مؤرشف من الأصل في 2020-10-10.
- McDermott، John J. (2002). Reading the Pentateuch: A Historical Introduction. Pauline Press. ISBN:978-0-8091-4082-4. مؤرشف من الأصل في 2020-10-10.
- McEntire، Mark (2008). Struggling with God: An Introduction to the Pentateuch. Mercer University Press. ISBN:978-0-88146-101-5. مؤرشف من الأصل في 2020-10-10.
- McKim، Donald K. (1996). Westminster Dictionary of Theological Terms. Westminster John Knox. ISBN:978-0-664-25511-4.
- Miller، Patrick D. (2000). Israelite Religion and Biblical Theology: Collected Essays. A&C Black. ISBN:978-1-84127-142-2. مؤرشف من الأصل في 2020-10-10.
- Monroe، Lauren A.S. (2011). Josiah's Reform and the Dynamics of Defilement. Oxford University Press. ISBN:978-0-19-977536-1. مؤرشف من الأصل في 2020-10-10.
- Moore، Megan Bishop؛ Kelle، Brad E. (2011). Biblical History and Israel's Past. Eerdmans. ISBN:978-0-8028-6260-0. مؤرشف من الأصل في 2020-10-10.
- Nicholson، Ernest Wilson (2003). The Pentateuch in the Twentieth Century. Oxford University Press. ISBN:978-0-19-925783-6. مؤرشف من الأصل في 2020-10-10.
- Otto، Eckart (2014). "The Study of Law and Ethics in the Hebrew Bible/Old Testament". في Saeboe، Magne؛ Ska، Jean Louis؛ Machinist، Peter (المحررون). Hebrew Bible/Old Testament. III: From Modernism to Post-Modernism. Part II: The Twentieth Century – From Modernism to Post-Modernism. Vandenhoeck & Ruprecht. ISBN:978-3-525-54022-0. مؤرشف من الأصل في 2020-10-10.
- Patrick، Dale (2013). Deuteronomy. Chalice Press. ISBN:978-0-8272-0566-6. مؤرشف من الأصل في 2020-10-10.
- Patzia، Arthur G.؛ Petrotta، Anthony J. (2010). Pocket Dictionary of Biblical Studies. InterVarsity Press. ISBN:978-0-8308-6702-8. مؤرشف من الأصل في 2020-10-10.
- Ruddick، Eddie L. (1990). "Elohist". في Mills، Watson E.؛ Bullard، Roger Aubrey (المحررون). Mercer Dictionary of the Bible. Mercer University Press. ISBN:978-0-86554-373-7. مؤرشف من الأصل في 2020-10-10.
- Sharpes، Donald K. (2005). Lords of the Scrolls. Peter Lang. ISBN:0-300-15263-9. مؤرشف من الأصل في 2020-10-10.
- Ska، Jean-Louis (2006). Introduction to reading the Pentateuch. Eisenbrauns. مؤرشف من الأصل في 2020-10-10.
- Ska، Jean Louis (2014). "Questions of the 'History of Israel' in Recent Research". في Saeboe، Magne؛ Ska، Jean Louis؛ Machinist، Peter (المحررون). Hebrew Bible/Old Testament. III: From Modernism to Post-Modernism. Part II: The Twentieth Century – From Modernism to Post-Modernism. Vandenhoeck & Ruprecht. ISBN:978-3-525-54022-0. مؤرشف من الأصل في 2020-10-10.
- Stackert، Jeffrey (2014). A Prophet Like Moses: Prophecy, Law, and Israelite Religion. Oxford University Press. ISBN:978-0-19-933645-6. مؤرشف من الأصل في 2020-10-10.
- Thompson، Thomas L. (2000). Early History of the Israelite People: From the Written & Archaeological Sources. BRILL. ISBN:9004119434. مؤرشف من الأصل في 2020-10-10.
- Van Seters، John (2015). The Pentateuch: A Social-Science Commentary. Bloomsbury T&T Clark. ISBN:978-0-567-65880-7. مؤرشف من الأصل في 2020-10-10.
- Viviano، Pauline A. (1999). "Source Criticism". في Haynes، Stephen R.؛ McKenzie، Steven L. (المحررون). To Each Its Own Meaning: An Introduction to Biblical Criticisms and Their Application. Westminster John Knox. ISBN:978-0-664-25784-2. مؤرشف من الأصل في 2020-10-10.
- Wright، J. Edward (2002). The Early History of Heaven. Oxford University Press. ISBN:978-0-19-534849-1.